# バスター・ポージー
ジェラルド・デンプシー・ポージー三世（Gerald Dempsey "Buster" Posey III、1987年3月27日 - ）は、アメリカ合衆国ジョージア州リー郡リーズバーグ出身の元プロ野球選手（捕手）。右投右打。登録名のバスターは愛称である。
サンフランシスコ・ジャイアンツのフランチャイズ・プレイヤーとして活躍し、2010年と2012年と2014年のワールドシリーズ優勝に大きく貢献した。また、コリジョンルール制定の立役者であり、その事から「バスター・ポージー・ルール（The Buster Posey Rule）」の由来となった。

## 経歴

### プロ入り前
2005年のMLBドラフト50巡目（全体1496位）でロサンゼルス・エンゼルス・オブ・アナハイムから指名を受けたが、契約せずにフロリダ州立大学へ進学した。大学2年時にジョニー・ベンチ賞、ゴールデンスパイク賞を受賞している。

### プロ入りとジャイアンツ時代
2008年のMLBドラフト1巡目（全体5位）でサンフランシスコ・ジャイアンツから指名を受け、8月15日にラファエル・ロドリゲスの255万ドルを上回る球団史上最高額の契約金620万ドルで契約。
2009年のシーズン開幕前に発表されたベースボール・アメリカ誌の有望株ランキングにおいて、チーム内でマディソン・バンガーナーに次ぐ2位の評価を受けた。開幕をA+級サンノゼ・ジャイアンツで迎え、シーズン途中にAAA級フレズノ・グリズリーズへ昇格した。2球団合計で115試合に出場して打率.325、18本塁打、80打点を記録した。9月2日にメジャー昇格を果たし、9月11日のロサンゼルス・ドジャース戦でメジャーデビューした。このシーズンは7試合に出場して打率.118、出塁率.118と結果を残せなかった。
2010年はAAA級フレズノで開幕を迎えるが、打率.349、出塁率.442、長打率.552の好成績を挙げ、5月29日に昇格。当初は一塁手として起用されたが、7月からは捕手として出場し、同月は打率.417、7本塁打、24打点を記録してルーキー・オブ・ザ・マンスとプレイヤー・オブ・ザ・マンスをダブル受賞した。前年を大きく上回る108試合に出場し、打率.305、18本塁打、67打点、出塁率.357を記録、チームの地区優勝に貢献した。アトランタ・ブレーブスとのナショナルリーグディビジョンシリーズ(NLDS)では打率.375を記録、フィラデルフィア・フィリーズとのナショナルリーグチャンピオンシップシリーズ(NLCS)では第4戦で4安打2打点の活躍を見せ、チームは8年ぶりのリーグ優勝を果たした。テキサス・レンジャーズとのワールドシリーズでは第4戦で本塁打を記録した。チームは4勝1敗で1954年以来56年ぶり、サンフランシスコ移転後初となるワールドシリーズ優勝を果たした。ナショナルリーグのルーキー・オブ・ザ・イヤーの投票ではジェイソン・ヘイワードを抑えて受賞を果たした。
2011年5月25日のフロリダ・マーリンズ戦で、本塁でのクロスプレイの際にランナーのスコット・カズンズから激しいタックルを受け、左下腿の腓骨骨折と左足首靱帯断裂の重傷を負った。シーズン中の復帰は絶望となり、このプレーがMLBでコリジョンルールが制定されるきっかけの一つともなった。前述の怪我の影響もあり、45試合に出場して打率.284、4本塁打、21打点、出塁率.368に留まった。
2012年は前述の大怪我からの復活を果たし、オールスターゲームのファン投票ではナ・リーグ最多の762万1370票を獲得して初選出された。後半戦で打率.385、14本塁打、60打点と躍動し、シーズン通算で打率.336、24本塁打、103打点、出塁率.408を記録した。チームは2年ぶりの地区優勝を果たし、ポージー自身もナショナルリーグの捕手としては1942年のアーニー・ロンバルディ以来70年ぶりとなる首位打者を獲得した。

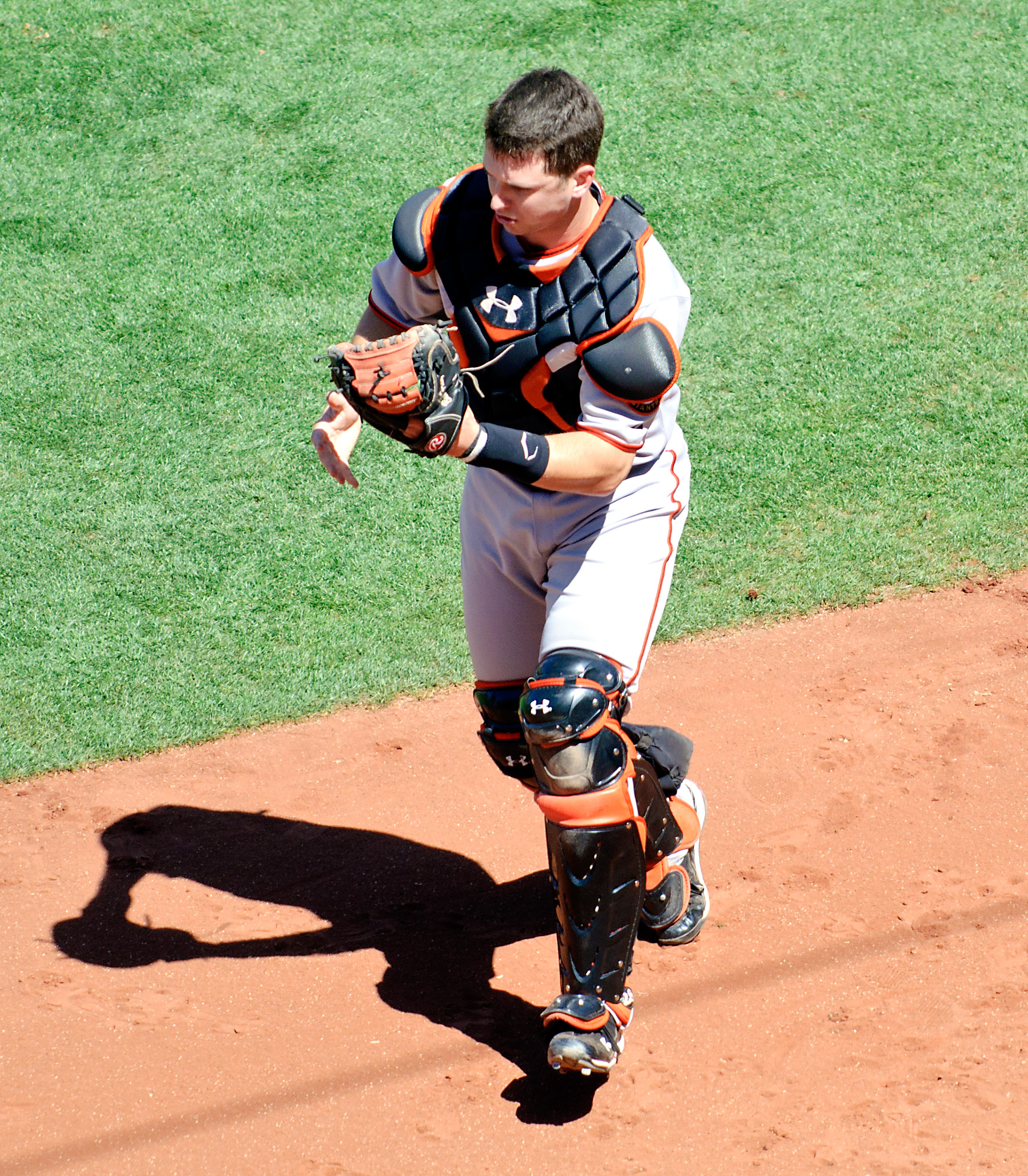
2010年9月12日

シンシナティ・レッズとのNLCSでは本拠地で連敗したが敵地でタイに戻し、最終第5戦で満塁本塁打を記録し、勝利に貢献し逆転でシリーズ突破した。セントルイス・カージナルスとのNLCSでは打率.154と不振だったが、チームは1勝3敗から3連勝でリーグ優勝。デトロイト・タイガースとのワールドシリーズでは第4戦で本塁打を含む2打点と活躍し、4連勝で2年ぶりのワールドシリーズ優勝を果たした。オフには自身初となるMVPを受賞し、シルバースラッガー賞とカムバック賞も受賞した。
2013年1月18日にジャイアンツと単年契約に合意したが、3月29日に球団史上最長となる9年総額1億6700万ドルで契約を延長した。オプションとして全球団トレード拒否権、MVPやシルバースラッガー賞をはじめとする表彰等での出来高が付き、契約金として700万ドルが含まれる。また、2022年シーズンの選択権を球団側が所持し、バイアウトの際は300万ドルが支払われ、選択権が行使された際には10年総額1億8600万ドルとなる。7月には2年連続でオールスターゲームに選出された。148試合に出場して打率.294、15本塁打、72打点、出塁率.371と前年からは成績を落とした。
2014年は捕手と一塁手で147試合に出場。シーズン終盤まで首位打者争いに参戦し、最終的には打率.311、22本塁打、89打点、出塁率.364を記録し、2年ぶりに打率3割を記録した。オフには2年ぶり2度目となるシルバースラッガー賞を受賞した。
2015年は自己最多の150試合に出場して打率.318、19本塁打、95打点、出塁率.379の成績を記録し、2年連続3度目となるシルバースラッガー賞を受賞した。
2016年はオールスターゲームファン投票捕手部門で、ヤディアー・モリーナとの大接戦の末に自身4度目の選出となった。中間発表では全ての回でモリーナより得票が下だったが、6月以降調子を上げたことで徐々に差を詰め、最終中間発表での約5000票差を覆しての逆転選出だった。9月27日のコロラド・ロッキーズ戦で通算1000本安打を達成した。146試合に出場して打率.288、14本塁打、80打点、出塁率.362を記録し、自身初となるゴールドグラブ賞を受賞した。
2017年はシーズン開幕前の2月9日に第4回ワールド・ベースボール・クラシック(WBC)のアメリカ合衆国代表に選出された。3月22日の決勝プエルトリコ戦に勝利し、初の優勝を果たした。
シーズンでは4月10日にホーム開幕戦の第1打席で頭部死球を受けて退場し、7日間の故障者リスト入りした。復帰後はその影響を感じさせない活躍を見せ、5月上旬には3戦連続本塁打を記録し、同12日のレッズ戦では延長17回裏にサヨナラ本塁打を放った。球団史上、延長16回以上にサヨナラ弾を打ったのは1963年のウィリー・メイズ以来のことだった。前半戦を打率.339で折り返してオールスターゲームにも選出され、3年連続で先発出場した。後半戦も好調を維持し、打率.320、12本塁打、67打点、出塁率.400の成績を残した。オフには4度目となるシルバースラッガーを2年ぶりに受賞した。
2018年はオールスターゲームに選出されたが、怪我を理由に辞退した。8月に手術することになる右臀部の故障に悩まされ、105試合、打率.284、5本塁打、41打点、出塁率.359に留まった。守備面でも盗塁阻止率が自己ワーストの29％を記録。
2019年は開幕から復帰したが、114試合の出場で、打率.257、7本塁打、38打点、出塁率.320に留まった。
2020年7月10日に養子とした双子の女の子が妊娠32週目に早産で生まれ、一定の期間を集中治療室で過ごす必要がある為、2020年シーズンの出場辞退を表明した。7月29日にはルー・ゲーリッグ賞を受賞した。
2021年4月1日のシアトル・マリナーズとのシーズン開幕戦に先発出場し、2年ぶりにMLBに復帰した。7月1日に5度目となるファン投票でのオールスターゲームに選出された。この年は打率.304、18本塁打、56打点の成績を記録した。
オフの11月4日に家族との時間を優先するため現役引退を表明し、記者会見を開いた。11月23日に自身初めてオールMLBチームのセカンドチーム捕手に選出された。
引退後、サンフランシスコ・ジャイアンツの共同オーナーの一人として名を連ねていたが、2024年9月30日に球団の成績不振の責任としてファーハン・ザイディ編成本部長が解任されたのを受け、後任の編成本部長へ就任することが決定された。

## 選手としての特徴
13年間の現役生活をジャイアンツ一筋で過ごしたフランチャイズプレイヤー。通算打率が3割を超え、シルバースラッガー賞を複数回受賞している打撃と、ゴールドグラブ賞やフィールディング・バイブル・アワードを受賞している守備の、攻守にわたり非常に高いレベルにある。さらにワールドシリーズを3度優勝していることや新人王、MVPに選出されていることも相まって高い評価を受けており、MLB公式には2010年から2018年までの「10年間で最も優れた10人の捕手」の1位に選出され、ESPNからはMLB歴代捕手の8位に選ばれている。
2011年5月25日のフロリダ・マーリンズ戦の本塁クロスプレーで、一時は選手生命も危ぶまれる程の大怪我を負う激しいタックルを受けた。このプレーが、のちにMLBでコリジョンルールが制定されるきっかけの一つともなった。

## 詳細情報

### 年度別打撃成績
| 年 度     | 球 団     | 試 合 | 打 席 | 打 数 | 得 点 | 安 打 | 二 塁 打 | 三 塁 打 | 本 塁 打 | 塁 打 | 打 点 | 盗 塁 | 盗 塁 死 | 犠 打 | 犠 飛 | 四 球 | 敬 遠 | 死 球 | 三 振 | 併 殺 打 | 打 率 | 出 塁 率 | 長 打 率 | O P S |
| --------- | --------- | ----- | ----- | ----- | ----- | ----- | -------- | -------- | -------- | ----- | ----- | ----- | -------- | ----- | ----- | ----- | ----- | ----- | ----- | -------- | ----- | -------- | -------- | ----- |
| 2009      | SF        | 7     | 17    | 17    | 1     | 2     | 0        | 0        | 0        | 2     | 0     | 0     | 0        | 0     | 0     | 0     | 0     | 0     | 4     | 0        | .118  | .118     | .118     | .235  |
| 2010      | SF        | 108   | 443   | 406   | 58    | 124   | 23       | 2        | 18       | 205   | 67    | 0     | 2        | 0     | 3     | 30    | 5     | 4     | 55    | 12       | .305  | .357     | .505     | .862  |
| 2011      | SF        | 45    | 185   | 162   | 17    | 46    | 5        | 0        | 4        | 63    | 21    | 3     | 0        | 0     | 1     | 18    | 3     | 4     | 30    | 4        | .284  | .368     | .389     | .756  |
| 2012      | SF        | 148   | 610   | 530   | 78    | 178   | 39       | 1        | 24       | 291   | 103   | 1     | 1        | 0     | 9     | 69    | 7     | 2     | 96    | 19       | .336  | .408     | .549     | .957  |
| 2013      | SF        | 148   | 595   | 520   | 61    | 153   | 34       | 1        | 15       | 234   | 72    | 2     | 1        | 0     | 7     | 60    | 8     | 8     | 70    | 15       | .294  | .371     | .450     | .821  |
| 2014      | SF        | 147   | 605   | 547   | 72    | 170   | 28       | 2        | 22       | 268   | 89    | 0     | 1        | 0     | 8     | 47    | 5     | 3     | 69    | 16       | .311  | .364     | .490     | .854  |
| 2015      | SF        | 150   | 623   | 557   | 74    | 177   | 28       | 0        | 19       | 262   | 95    | 2     | 0        | 0     | 7     | 56    | 10    | 3     | 52    | 17       | .318  | .379     | .470     | .849  |
| 2016      | SF        | 146   | 614   | 539   | 82    | 155   | 33       | 2        | 14       | 234   | 80    | 6     | 1        | 0     | 8     | 64    | 7     | 3     | 68    | 18       | .288  | .362     | .434     | .796  |
| 2017      | SF        | 140   | 568   | 494   | 62    | 158   | 34       | 0        | 12       | 228   | 67    | 6     | 1        | 0     | 5     | 61    | 13    | 8     | 66    | 17       | .320  | .400     | .462     | .861  |
| 2018      | SF        | 105   | 448   | 398   | 47    | 113   | 22       | 1        | 5        | 152   | 41    | 3     | 2        | 0     | 2     | 45    | 3     | 3     | 53    | 12       | .284  | .359     | .382     | .741  |
| 2019      | SF        | 114   | 445   | 405   | 43    | 104   | 24       | 0        | 7        | 149   | 38    | 0     | 0        | 1     | 1     | 34    | 1     | 4     | 71    | 18       | .257  | .320     | .368     | .688  |
| 2021      | SF        | 113   | 454   | 395   | 68    | 120   | 23       | 0        | 18       | 197   | 56    | 0     | 0        | 0     | 2     | 56    | 5     | 1     | 87    | 15       | .304  | .390     | .499     | .899  |
| MLB：12年 | MLB：12年 | 1371  | 5607  | 4970  | 663   | 1500  | 293      | 9        | 158      | 2285  | 729   | 23    | 9        | 1     | 53    | 540   | 67    | 43    | 721   | 163      | .302  | .372     | .460     | .831  |

- 各年度の太字はリーグ最高

### 年度別打撃成績所属リーグ内順位
| 年 度 | 年 齢 | リ ｜ グ   | 打 率 | 安 打 | 二 塁 打 | 三 塁 打 | 本 塁 打 | 打 点 | 盗 塁 | 出 塁 率 |
| ----- | ----- | ---------- | ----- | ----- | -------- | -------- | -------- | ----- | ----- | -------- |
| 2009  | 23    | ナ・リーグ | -     | -     | -        | -        | -        | -     | -     | -        |
| 2010  | 24    | ナ・リーグ | -     | -     | -        | -        | -        | -     | -     | -        |
| 2011  | 25    | ナ・リーグ | -     | -     | -        | -        | -        | -     | -     | -        |
| 2012  | 26    | ナ・リーグ | 1位   | 8位   | 8位      | -        | 6位      | -     | -     | 2位      |
| 2013  | 27    | ナ・リーグ | -     | -     | -        | -        | -        | -     | -     | -        |
| 2014  | 28    | ナ・リーグ | 4位   | -     | -        | -        | 10位     | -     | -     | -        |
| 2015  | 29    | ナ・リーグ | 4位   | 5位   | -        | -        | 9位      | -     | -     | 6位      |
| 2016  | 30    | ナ・リーグ | -     | -     | -        | -        | -        | -     | -     | -        |
| 2017  | 31    | ナ・リーグ | 4位   | -     | -        | -        | -        | -     | -     | 8位      |
| 2018  | 32    | ナ・リーグ | -     | -     | -        | -        | -        | -     | -     | -        |
| 2019  | 33    | ナ・リーグ | -     | -     | -        | -        | -        | -     | -     | -        |
| 2021  | 35    | ナ・リーグ | -     | -     | -        | -        | -        | -     | -     | -        |

- -は10位未満（打率は規定打席未到達の場合も-と表記）

### WBCでの打撃成績
| 年 度 | 代 表          | 試 合 | 打 席 | 打 数 | 得 点 | 安 打 | 二 塁 打 | 三 塁 打 | 本 塁 打 | 塁 打 | 打 点 | 盗 塁 | 盗 塁 死 | 犠 飛 | 四 球 | 敬 遠 | 死 球 | 三 振 | 併 殺 打 | 打 率 | 出 塁 率 | 長 打 率 |
| ----- | -------------- | ----- | ----- | ----- | ----- | ----- | -------- | -------- | -------- | ----- | ----- | ----- | -------- | ----- | ----- | ----- | ----- | ----- | -------- | ----- | -------- | -------- |
| 2017  | アメリカ合衆国 | 4     | 16    | 15    | 2     | 4     | 0        | 0        | 2        | 10    | 4     | 0     | 0        | 0     | 1     | 0     | 0     | 2     | 1        | .267  | .313     | .667     |

### 年度別守備成績
捕手守備
| 年 度 | 球 団 | 捕手（C） | 捕手（C） | 捕手（C） | 捕手（C） | 捕手（C） | 捕手（C） | 捕手（C） | 捕手（C） | 捕手（C） | 捕手（C） | 捕手（C） |
| 年 度 | 球 団 | 試 合     | 刺 殺     | 補 殺     | 失 策     | 併 殺     | 守 備 率  | 捕 逸     | 企 図 数  | 許 盗 塁  | 盗 塁 刺  | 阻 止 率  |
| ----- | ----- | --------- | --------- | --------- | --------- | --------- | --------- | --------- | --------- | --------- | --------- | --------- |
| 2009  | SF    | 7         | 32        | 4         | 0         | 0         | 1.000     | 0         | 2         | 1         | 1         | .500      |
| 2010  | SF    | 76        | 615       | 41        | 6         | 4         | .991      | 1         | 62        | 39        | 23        | .371      |
| 2011  | SF    | 41        | 333       | 24        | 2         | 4         | .994      | 3         | 42        | 27        | 15        | .357      |
| 2012  | SF    | 114       | 855       | 69        | 8         | 9         | .991      | 2         | 125       | 87        | 38        | .304      |
| 2013  | SF    | 121       | 907       | 53        | 7         | 5         | .993      | 3         | 90        | 63        | 27        | .300      |
| 2014  | SF    | 111       | 787       | 51        | 5         | 8         | .994      | 5         | 84        | 59        | 25        | .298      |
| 2015  | SF    | 106       | 771       | 67        | 2         | 4         | .998      | 4         | 61        | 39        | 22        | .361      |
| 2016  | SF    | 123       | 1003      | 65        | 3         | 8         | .997      | 2         | 75        | 47        | 28        | .373      |
| 2017  | SF    | 99        | 724       | 52        | 4         | 2         | .995      | 1         | 58        | 36        | 22        | .379      |
| 2018  | SF    | 88        | 677       | 37        | 2         | 3         | .997      | 3         | 59        | 42        | 17        | .288      |
| 2019  | SF    | 101       | 771       | 46        | 2         | 1         | .998      | 1         | 74        | 50        | 24        | .324      |
| 2021  | SF    | 106       | 884       | 31        | 3         | 3         | .997      | 2         | 45        | 31        | 14        | .311      |
| MLB   | MLB   | 1093      | 8359      | 540       | 44        | 51        | .995      | 27        | 777       | 521       | 256       | .329      |

一塁守備
| 年 度 | 球 団 | 一塁（1B） | 一塁（1B） | 一塁（1B） | 一塁（1B） | 一塁（1B） | 一塁（1B） |
| 年 度 | 球 団 | 試 合      | 刺 殺      | 補 殺      | 失 策      | 併 殺      | 守 備 率   |
| ----- | ----- | ---------- | ---------- | ---------- | ---------- | ---------- | ---------- |
| 2010  | SF    | 30         | 196        | 17         | 1          | 14         | .995       |
| 2011  | SF    | 2          | 16         | 2          | 0          | 2          | 1.000      |
| 2012  | SF    | 29         | 204        | 6          | 2          | 13         | .991       |
| 2013  | SF    | 21         | 137        | 6          | 2          | 11         | .986       |
| 2014  | SF    | 35         | 246        | 22         | 1          | 20         | .996       |
| 2015  | SF    | 42         | 334        | 19         | 0          | 35         | 1.000      |
| 2016  | SF    | 15         | 95         | 8          | 1          | 11         | .990       |
| 2017  | SF    | 38         | 223        | 25         | 2          | 19         | .992       |
| 2018  | SF    | 13         | 87         | 8          | 0          | 9          | 1.000      |
| 2019  | SF    | 4          | 22         | 1          | 0          | 2          | 1.000      |
| MLB   | MLB   | 229        | 1560       | 114        | 9          | 136        | .995       |

- 各年度の太字はリーグ最高
- 各年度の太字年はゴールドグラブ賞受賞

### タイトル
- 首位打者：1回（2012年）

### 表彰
- シーズンMVP：1回（2012年）
- 新人王：（2010年）
- シルバースラッガー賞（捕手部門）：5回（2012年、2014年 - 2015年、2017年、2021年）
- ゴールドグラブ賞（捕手部門）：1回（2016年）
- カムバック賞：2回（2012年、2021年）
- ハンク・アーロン賞：1回（2012年）
- ルー・ゲーリック賞：1回（2020年）
- フィールディング・バイブル・アワード（捕手部門）：2回（2015年 - 2016年）
- プレイヤーズ・チョイス・アワーズ
  - 優秀新人：（2010年）
  - カムバック賞：2回（2012年・2021年）
- ルーキー・オブ・ザ・マンス：1回（2010年7月）
- プレイヤー・オブ・ザ・マンス：1回（2010年7月）
- プレイヤー・オブ・ザ・ウィーク：3回（2010年7月5日 - 7月11日、2013年6月24日 - 6月30日、2014年9月1日 - 9月7日）
- オールMLBチーム[36]
  - セカンドチーム捕手：1回（2021年）

### 記録
- MLBオールスターゲーム選出：7回（2012年 - 2013年、2015年 - 2018年、2021年）

### 背番号
- 28（2009年 - 2019年、2021年）

### 代表歴
- 2017 ワールド・ベースボール・クラシック・アメリカ合衆国代表